# Verapamil
Verapamil é um fármaco do grupo dos antiarrítmicos da classe IV, pois atua como bloqueador dos canais de cálcio, e pode ser usado no tratamento de alguns transtornos cardiovasculares. Prolonga o tempo de condução de cada impulso cardíaco diminuindo a frequência cardíaca. É vasodilatador, suprime batimentos ectópicos e reduz dor de cabeça causada por hipertensão. Está na Lista de Medicamentos Essenciais da Organização Mundial de Saúde.
Nomes comerciais: Calan, Covera, Isoptin, Manidon, Tarka (combinado com trandolapril), Veralan, Veratensin.

## Usos clínicos
Pode ser usado para tratar:
- Taquicardia supraventricular;
- Migrânea causada por hipertensão arterial;
- Angina de peito, incluindo Angina de Prinzmetal;
- Infarto agudo do miocárdio quando beta-bloqueadores são contra indicados.

Em 2015 estavam estudando seu uso na mania e diabetes.

## Mecanismo de ação
Bloqueia parcialmente a entrada de cálcio extracelular através das membranas celulares do miocárdio e do músculo liso ao deformar os canais de cálcio, diminuindo assim a velocidade de contração. Dentro das células do músculo cardíaco (miócitos), o verapamil interfere com a libertação de depósitos intracelulares de cálcio do retículo sarcoplasmático. A redução dos níveis intracelulares de cálcio afectar o mecanismo contráctil do tecido do miocárdio produzindo uma expansão. O mesmo efeito sobre as células do músculo liso vascular gera vasodilatação, facilitando o fluxo de sangue do coração para a aorta a cada contração (pós-carga).

## Administração
Seu uso oral é de doses entre 80 e 240mg, 3 a 4 vezes por dia com dose máxima diária 480 mg/dia.
Na taquiarritmia supraventricular de adultos pode ser usada uma dose inicial de 5 a 10 mg (0,075-0,15 mg/kg) em injeção IV lenta dois a três minutos. Se a dose é insuficiente administrar mais 10 mg (0,15 mg/kg) depois de 30 minutos após a primeira dose.

## Efeitos adversos
Os mais comuns (mais de 1% dos casos) são:
- Prisão de ventre (7%)
- Hipotensão arterial (3%)
- Náusea (3%)
- Tontura (2%)
- Dores de cabeça (2%)

Incomuns (1% ou menos dos casos):
- Dificuldade de movimentação
- Azia, arrotos e indigestão
- Dores nas articulações
- Dores ou rigidez musculares
- Edema pulmonar com falta de ar
- Cansaço e dificuldade pra dormir
- Artrite
- Ginecomastia ou impotência